# Пунчак-Трикора
Пунчак-Трикора (до 1963 року Пік Вільгельміна, індонез. Puncak Trikora) — гора в західній частині острова Нова Гвінея, провінції Папуа, Індонезії. Вона розташована в східній частині хребта Судірман (Нассау), в горах Маоке. Висота — 4730 метрів, за іншими даними 4750 метрів, третя за висотою вершина Австралії і Океанії, острова Нової Гвінеї і Індонезії, після гір Пунчак-Мандала (4760 м) і Пунчак-Джая (4884 м) і розташована від останньої за 167 км на схід.

## Льодовик
Гора Пунчак-Трикора була покрита льодовиковою шапкою, яка розтанула в період з 1936 по 1962 роки. В 1909 році льодовиковий покрив спускався ще до висоти нижче 4400 метрів над рівнем моря.

## Історія
Судноплавна річка Північна зробила гору доступнішою, ніж інші засніжені піки голландської Новій Гвінеї і голландці організували ряд наукових експедицій на початку XX ст., щоб досягти екваторіальних вічних снігів і піднятися на вершину гори. Керівником перших двох експедицій був дипломат і біолог-аматор Гендрікус Лоренц. Кожну експедицію супроводжували солдати, носії та даяки, які використовувались як досвідчені і вправні човняри.
У липні 1907 року перша експедиція розбила табір Алкмаар біля місця, де річка Північна (з 1910 року відома як річка Лоренц), ставала несудноплавною (4°40′ пд. ш. 138°42′ сх. д. / 4.667° пд. ш. 138.700° сх. д.), подальше просування стало безуспішним, проникнути на найвищий гірський хребет експедиції не вдалося. «Друга Південна Ново-Гвінейська експедиція» також використовує табір Алкмаар, звідки вона вийшла 9 жовтня 1909 року. Група з дев'яти чоловік, в тому числі Лоренца і Яна Вільяма ван Ноугуса, була першою, яка досягла вічного снігу Нової Гвінеї на висоті 4460 метрів 8 листопада 1909 року. З хребта вони спостерігали велике озеро на півночі, який Лоренц назвав іменем одного із членів експедиції, озером Габбема (4°08′ пд. ш. 138°40′ сх. д. / 4.133° пд. ш. 138.667° сх. д.). Спроба досягти вершини Вільгельміни зроблена не була. Зворотний шлях був важкий, із втратою чотирьох членів експедиції, дослідники в середині грудня, нарешті повернулися в табір Алкмаар.
Гора була підкорена в 1913 році під час «Третьої Південної Ново-Гвінейської експедиції», яка тривала з вересня 1912 по квітень 1913 років. Експедицію очолював Альфонсо Франсен Гердерсхе, офіцер Королівської Голландської Ост-Індійської армії (Koninklijk Nederlandsch-Indisch Leger). Метою експедиції було дослідження ґрунтів, флори і фауни гірських областей, які лежать вище 2300 метрів. Група, в яку входили Франсен Гердерсхе, Губрехт і Верстеґ, досягла вершини гори 21 лютого 1913 року.
В 1920–1922 роках «Центральна Ново-Гвінейська експедиція» мала на меті досягти гори від північного узбережжя за маршрутом частково дослідженим у 1914 році військовою експедицією. 7 лютого 1920 року перша розвідувальна група під керівництвом А. Й. А. ван Овері розпочала з гирла річки Мамберамо і слідувала до місця впадіння річки Іденбург. У жовтні вони досягли верхньої долини Сварт (зараз долина Толі). Тут вони мали перший контакт з місцевими жителями Лані (інакше західні Дані), які жили за рахунок сільського господарства. В них вони жили протягом шести тижнів. Поповнивши запаси їстівних припасів, експедиція повернулася назад, без сходження на пік Вільгельміни. Подальші експедиції, починаючи з червня 1921 року на чолі з Й. Г. Ґ. Кремером, відновили маршрут, і через верхню долину Балем і озеро Габбема досягли вершини 4 грудня 1921 року. Серед мандрівників Пауль Губрехт, який був на вершині в 1913 році відзначив, що крижаний покрив за 8 років значно зменшився.

## Назва
Народність Дані, що проживає поблизу озеро Габбема називає горою Еттікуп. Приблизно в 1905 році гора була названа на честь голландської королеви Вільгельміни — пік Вільгельміна. Коли Індонезія отримала контроль над Західною Новою-Гвінеєю в 1963 році вона змінила назву гори на сучасну — Пунчак-Трикора (Tri Komando Rakyat — «Пік Народної Потрійної Команди»). Назва була дана на честь трьох спроб захоплення Західної Папуа і підняття індонезійського прапора у цій країні.